# Мостотрест (Санкт-Петербург)
Санкт-Петербургское государственное бюджетное учреждение «Мостотрест» (СПб ГБУ «Мостотрест») — одна из старейших эксплуатационных организаций в России, единственное в Санкт-Петербурге учреждение, отвечающее за техническое содержание искусственных дорожных сооружений, принадлежащих городу.

## Основная информация
Учреждение осуществляет техническое содержание искусственных сооружений, обеспечивает их сохранность, надежность, долговечность, безопасность движения транспорта и пешеходов.
Приоритетное направление работы — регулярная разводка/наводка мостов в Санкт-Петербурге в период навигации.
Среди сооружений, находящихся на техническом содержании СПб ГБУ «Мостотрест», более 250 являются объектами культурного наследия, к которым предъявляются особые технические требования со стороны Комитета по государственному контролю, использованию и охране памятников истории и культуры (КГИОП) Санкт-Петербурга.
СПб ГБУ «Мостотрест» находится в ведомстве Комитета по развитию транспортной инфраструктуры (КРТИ) Санкт-Петербурга.
Численность персонала: 1150 человека.
По состоянию на 1 января 2023 года на техническом содержании СПб ГБУ «Мостотрест» находятся 880 объектов:
- 444 моста, в том числе 18 разводных (1-й мост Круштейна через Адмиралтейский канал, 2-й мост Круштейна через Адмиралтейский канал исключены из содержания в связи с проведением реконструкции. Рыбацкий мост исключен в связи с проведением капитального ремонта);
- 72 путепровода и эстакад, транспортных развязок;
- 53 транспортных и пешеходных тоннеля;
- 18 надземных пешеходных переходов, 1 система диспетчеризации подъемного оборудования;
- 107 водопропускных труб;
- 98 набережных;
- 14 подпорных стенок;
- 7 КНС, в т.ч. оборудование;
- 3 прочих сооружения.

## История
СПб ГБУ «Мостотрест» — одна из старейших эксплуатационных организаций в России.
Мостовая эксплуатационной служба Санкт-Петербурга впервые упоминается в архивных материалах в 1875 году. Тогда при городской Управе было организовано строительное отделение, в обязанности которого входила, в том числе, эксплуатация мостов — на тот момент в Петербурге насчитывался 151 мост.
После революции 1917 года «Отдел мостов и набережных» вошел на правах отделения в отдел Благоустройства Петроградского «Откомхоза». Позднее, в 1926 году, при нём был организован IV район («Район железобетонных мостов»). При отделе создается проектная группа из 20 человек, выполняющая проекты по капитальному ремонту и новому строительству сооружений, а затем формируется и строительное подразделение для производства работ, включая новое строительство.
Непрерывный рост числа искусственных сооружений в Ленинграде потребовал совершенствования структуры предприятия, оснащения его квалифицированным техническим персоналом и необходимым оборудованием.
23 марта 1932 года на заседании Президиума Ленсовета впервые был утвержден Устав Ленинградского Коммунального треста хозяйства мостов и набережных «Ленмосттрест». Этот день официально считается датой основания организации.
В 1936 году «Ленмосттрест» был подчинен управлению «Дорводмост».
В 1939 году на заседаниях Президиума Ленсовета приняты решения о реорганизации управления «Дорводмост» и утверждении Устава Треста эксплуатации мостов и набережных «Ленмосттрест» с непосредственным подчинением «Дорожно-мостовому управлению» Ленинградского городского Совета депутатов трудящихся.
В составе треста находился отдел капитального строительства (ОКС), который исполнял функцию заказчика при новом строительстве сооружений и их капитальном ремонте. В 1963 году он был реорганизован в Дирекцию строительства и реконструкции мостов и гидротехнических сооружений.
В 1967 году для выполнения работ по специальным наблюдениям и обследованиям искусственных сооружений в рамках треста создается Мостоиспытательная лаборатория, а в 1969 году — отдел проектирования.
Развитие производственной базы треста началось с 1970 года, когда на её территории, расположенной на набережной реки Охты, появились мастерские, кузница, столярный цех, автогараж и склады.
С 1 июля 1992 года, на основании Распоряжения Комитета по благоустройству и дорожному хозяйству Мэрии Санкт-Петербурга от 21.05.1992 № 51, Производственное ремонтно-эксплуатационное управление мостов и набережных (ПРЭУ «Ленмосттрест») преобразовано в Муниципальное предприятие «Мостотрест».
С 13 апреля 1998 года, на основании Распоряжения Комитета по управлению городским имуществом Администрации Санкт-Петербурга от 25.03.1998 № 359-р, Муниципальное предприятие «Мостотрест» переименовано в Санкт-Петербургское государственное унитарное предприятие «Мостотрест» (СПб ГУП «Мостотрест»).
30 декабря 2015 года с целью повышения эффективного расходования бюджетных средств СПб ГУП «Мостотрест» преобразовано в Санкт-Петербургское государственное бюджетное учреждение «Мостотрест» (СПБ ГБУ «Мостотрест»).
23 марта 2017 года СПб ГБУ «Мостострест» отпраздновал свой 85-летний юбилей.
16 августа 2017 года компания запустила бесплатное мобильное приложение «Мосты Петербурга» с онлайн-сервисом информирования о положении разводных мостов (наведен/разведён) и графиком разводки на ближайшую ночь. Последняя версия: Android: 3.0.0 (5 июня 2023 года) iOS: 3.0 (5 июня 2023 года).

## Руководство
С 1995 по 2009 год «Мостотрестом» руководил Юрий Александрович Петров (1948—2010), прошедший путь от монтажника в мостостроительном отряде 11-го треста «Мостострой-6» до главного инженера треста эксплуатации мостов и набережных «Ленмосттрест», а затем и до руководителя предприятия.
С 2009 по 2016 год компанией руководил Дмитрий Юрьевич Петров.
С 2016 по 2019 год компанией руководил Александр Леонидович Бурносов.
25 апреля 2019 года директором СПб ГБУ «Мостотрест» назначен Кочин Андрей Владимирович ранее занимавший должность заместителя директора-главного инженера.
В августе 2023 года его сменил Всеслав Владимирович Воронин, работавший первым заместителем учреждения.

## Структура
В структуру СПб ГБУ «Мостотрест» входят 74 специализированных отдела, участка и лабораторий, выполняющих полный комплекс работ по техническому содержанию искусственных сооружений.

## Производственная деятельность
СПБ ГБУ «Мостострест» выполняет работы по техническому содержанию искусственных сооружений на основании государственного задания, утвержденного КРТИ Санкт-Петербурга.
В том числе:
- регулярная разводка мостов, расположенных на рукавах реки Невы в соответствии с графиком разводки;
- постоянные и периодические в течение года визуальные осмотры сооружений, выполняемые инженерами по надзору с ведением комплекта технической документации;
- диагностика и обследование с выдачей заключения о техническом состоянии сооружения и возможном режиме его дальнейшей безопасной эксплуатации;
- устранение выявленных в ходе осмотров дефектов и повреждений на сооружениях;
- выполнение регламентных работ по ремонту и обслуживанию уникальных механизмов и оборудования систем приводов разводных пролетных строений мостов в межнавигационный период.

В ходе работ по уходу и планово-предупредительному ремонту выполняются:
- регламентные работы по обслуживанию: опорных частей сооружений, инженерных сетей, деформационных швов, элементов дорожного ограждения, водоотводных трубок, подферменных площадок, водопропускных труб;
- термопескоструйная очистка поверхностей от различных видов загрязнений на стенках набережных, стенках тоннелей и пандусных частях путепроводов;
- гидромониторная помывка и очистка от загрязнений поверхностей на опорах мостов и стенках набережных;
- восстановление лакокрасочных покрытий на металлических и железобетонных пролетных строениях мостов, путепроводов и тоннелей;
- подводно-технические работы по прокладке подводных кабельных линий, а также ремонтно-восстановительные работы на разрушенных подводных частях стенок набережных и опорах мостов;
- восстановление и ремонт асфальтобетонных и полимерных дорожных покрытий на мостовых сооружениях;
- изготовление и реставрация методом кузнечной ковки и художественного литья утраченных архитектурных деталей на фасадах мостов и ограждениях набережных.

## Проект «Мосты Петербурга»
Информационный проект «Мосты Петербурга» стартовал в 2016 году в рамках новой информационной стратегии СПб ГБУ «Мостотрест». Цель проекта — объединить уникальную и исчерпывающую информацию обо всех мостах и набережных Санкт-Петербурга и представить её пользователям — жителям и гостям города на Неве, представителям государственной власти и бизнес-структур.
31 марта 2016 года на пресс-конференции, посвященной открытию навигации, СПБ ГБУ «Мостострест» представил новый информационный портал https://mostotrest-spb.ru
Портал на русском, английском https://en.mostotrest-spb.ru/ и китайском https://ch.mostotrest-spb.ru/  языках содержит информацию о СПб ГБУ «Мостострест» и реализуемых им проектах, а также наиболее актуальный график разводки и наводки мостов Санкт-Петербурга.
В обширном разделе «Мосты Санкт-Петербурга» находятся сведения практически обо всех мостах и набережных города. В основу контента легли данные технического архива «Мостостреста», как современные, так и датируемые XVIII—XX вв.
На портале размещено:
- более 400 уникальных статей о мостах и набережных Санкт-Петербурга.
- 2 441 профессиональная современная фотография, в том числе с высоты птичьего полета;
- 544 архивных фотографий;
- 24 уникальных фильма обо всех разводных мостах Санкт-Петербурга, о мостах через реки и каналы города, о роли мостов в навигации.
- 5 аудиоэкскурсий и видеогидов для 5 наиболее туристически привлекательных мостов Санкт-Петербурга: Дворцовый, Троицкий, Биржевой, Благовещенский и Большеохтинский. Для прослушивания экскурсий на этих мостах размещены QR-коды[15].

Портал адаптирован для всех мобильных устройств и включен в реестр государственных сайтов Санкт-Петербурга. Посещаемость портала сегодня достигает до 200 000 пользователей в месяц в летний период.